# 習近平 国政運営を語る
『習近平 国政運営を語る』（しゅうきんぺい こくせいうんえいをかたる 习近平谈治国理政）は、習近平共産党総書記によって著された書籍。

## 概要
日本語版は2014年に外文出版社から出版される。
習近平が2012年11月15日から2014年6月13日までに発表した講和などの79編が収録されており、18のテーマに分かれている。各国の言語で出版されている。
2015年3月には、英語版がホワイトハウス近くのバーンズ・アンド・ノーブルの時事・政治の棚に並ぶ。他の書籍は背表紙しか見えないように並べられているのに対して、同書は表表紙が見えるように並べられた。
2017年9月18日の人民日報では、同書は160あまりの国で発行され、改革開放以来海外で最も影響力のある著作であると評された。
2021年12月、アマゾンは中国政府の要請に応じて同書の全ての評価レビューを削除した。理由は星5つ未満のレビューがあったからであるとしている。そして新たにレビューを投稿できない仕様になっている。中国には公平性を欠くという発想が無く、政治家を批判することは伝統に反するということになり、政治を批判するという文化がほとんど育っていない。ヤフーやマイクロソフトが中国から撤退したのに対しアマゾンは中国に残っている。中国のアマゾンは中国政府の宣伝部門と連携をして、中国政府にとって都合の良い書籍は置くが都合の悪い書籍は全く置かないということなどをしているため中国政府に認められて、中国で事業をできている。